# Robert Dillon (Drehbuchautor, 1932)
Robert „Bob“ Dillon (* 23. Oktober 1932; † unbekannt) war ein US-amerikanischer Drehbuchautor.

## Leben
Robert Dillon war ab Ende der 1950er Jahre als Drehbuchautor aktiv. Gemeinsam mit Steven Ritch schrieb er das Drehbuch zu Irving Lerners Kriminalfilm Stadt in Gefahr. Nach Arbeiten für verschiedene Fernsehserien schrieb er gemeinsam mit Ray Russell das Drehbuch zu Roger Cormans Science-Fiction-Film Der Mann mit den Röntgenaugen. Für Regisseur William Castle verfasste Dillon 1963 die Drehbücher zur Abenteuer-Komödie Kennwort Kätzchen sowie zur Horror-Komödie Das alte finstere Haus, einem Remake des Klassikers Das Haus des Grauens (1932).
Ab 1963 war Dillon für American International Pictures tätig und fungierte als Associate Producer der Komödie Beach Party. Als der Drehbuchautor des Films Lou Rusoff an Krebs erkrankte, übernahmen Dillon und Regisseur William Asher ungenannt die Fertigstellung des Drehbuchs. Nach dem Erfolg dieses ersten Beach-Party-Films schrieb Dillon die Drehbücher zu den Fortsetzungen Muscle Beach Party und Bikini Beach, die beide noch 1964 von William Asher verfilmt wurden. Für Muscle Beach Party war Dillon auch erst- und einmalig als Filmproduzent tätig.
Anfang der 1970er Jahre arbeitete Dillon mit Sergio Leone am Drehbuch zu dessen Gangster-Epos Es war einmal in Amerika, aber schlussendlich blieb seine Arbeit hier ungenannt. Teile dieser Arbeit flossen später laut Leones Aussagen in Dillons Drehbuch zu John Frankenheimers Actionkomödie 99 and 44/100% Dead ein. Für Frankenheimer schrieb Dillon gemeinsam mit seiner Frau Laurie Dillon (1940–2019) und Alexander Jacobs ebenfalls das Drehbuch zum Actionthriller French Connection II. Diese Arbeit brachte ihm 1976 eine Nominierung für den Writers Guild of America Award ein.
Auf Basis einer Story von Dillon verfasste Julian Barry das Drehbuch zum Melodram Menschen am Fluß, das Mark Rydell 1984 mit Mel Gibson und Sissy Spacek in den Hauptrollen verfilmte. Der von Hugh Hudson auf Basis von Dillons Drehbuch verfilmte Abenteuerfilm Revolution mit Al Pacino in der Hauptrolle floppte 1985 an den Kinokassen. Als letztes Werk Dillons wurde im Jahr 2000 sein Drehbuch zum Thriller Waking the Dead von Regisseur Keith Gordon verfilmt. Für diese Arbeit wurde Dillon bei den Independent Spirit Awards 2001 für das Beste Drehbuch nominiert.
Dillon war Mitglied der Writers Guild of America.
Seine Tochter ist die Künstlerin Alexandra Dillon. Der Drehbuchautor Anthony Lawrence ist sein Cousin.

## Filmografie (Auswahl)
- 1959: Stadt in Gefahr (City of Fear)
- 1959: Anwalt der Gerechtigkeit (Lock Up, Fernsehserie, 1 Episode)
- 1960: Adventures in Paradise (Fernsehserie, 1 Episode)
- 1960: Im wilden Westen (Death Valley Days, Fernsehserie, 1 Episode)
- 1961: Miami Undercover (Fernsehserie, 1 Episode)
- 1962: Safe at Home!
- 1963: Kennwort Kätzchen (13 Frightened Girls)
- 1963: Der Mann mit den Röntgenaugen (X: The Man with the X-ray Eyes)
- 1963: Das alte finstere Haus (The Old Dark House)
- 1964: Muscle Beach Party
- 1964: Bikini Beach
- 1966: Auf der Flucht (The Fugitive, Fernsehserie, 1 Episode)
- 1972: Die Professionals (Prime Cut)
- 1974: König Ballermann (99 and 44/100% Dead)
- 1975: French Connection II
- 1984: Menschen am Fluß (The River)
- 1985: Revolution
- 1991: Flug durch die Hölle (Flight of the Intruder)
- 1992: Ruby Cairo
- 2000: Waking the Dead